# 小堡藏族彝族乡
小堡藏族彝族乡，是中华人民共和国四川省雅安市汉源县下辖的一个乡镇级行政单位。

## 行政区划
小堡藏族彝族乡下辖以下地区：
团结村、丁家村、汪家村、解放村和铁口村。